# Arun Šouri
Arun Šouri (rođen 2. novembar 1941) indijski je ekonomista, novnar, autor i političar. On je radio je kao ekonomista za Svetsku banku, savetnik Indijske komisije za planiranje, urednik Indijskog ekspresa i Tajmsa Indije, i ministar komunikacija i informacionih tehnologija u Vadžpajevom ministarstvu (1998–2004). Dobitnik je nagrade Ramon Magsajsaj 1982. godine i Padma Bušan 1990. godine.
Popularno se smatra jednim od glavnih hinduističkih nacionalističkih intelektualaca tokom 90-ih i ranih 2000-ih, na primer zbog pisanja kontroverznih dela o islamu i hrišćanstvu, kao i napada na levičarske ideologe. On sada sebe smatra skeptičnim prema religijama uopšte, mada istovremeno ima afinitet prema budizmu, koji smatra da je „najbliži razumu”. Ovaj skepticizam nastao je iz razmišljanja o vaspitanju svog sina sa invaliditetom i brizi o bolesnoj ženi, iskustvima koja je opisao u knjizi iz 2011. godine Zna li On majčino srce: Kako patnja odbacuje religiju, sugerišući da „za bavljenje životom i onim što nam šalje, Budini stavovi najviše pomažu”.

## Detinjstvo i mladost
Arun Šouri je rođen u Džalandar]]u, Britanska Indija, 2. novembra 1941 u bramanskoj familiji. On je studirao u Modernoj školi Barakamba i diplomirao je ekonomiju na Sent Stefenskom koledžu, Delhijskog univerziteta. On je doktorirao u oblasti ekonomije u Maksvelovoj školi državljanstva i odnosa sa javnošću na Sirakjuskom univerzitetu 1966. godine.

## Lični život
Šouri je oženjen sa Anitom, i oni imaju sina. Njegova sestra je novinarka Nalini Sing. Arun Šouri je govorio o svom ličnom životu i pregleda svoje životne događaje kao dnevnik rasprava, „Moje pisanje je kao dnevnik slučaja advokata koji ima za cilj da pobedi u sudskom postupku“ i svojim svojijm stavovima o novinarstvu.

## Karijera

### Ekonomista
Ubrzo nakon što je doktorirao ekonomiju na Sirakjuskom univerzitetu, Šouri se pridružio Svetskoj banci kao ekonomista 1967. godine, gde je radio više od 10 godina. Istovremeno, između 1972–74., Bio je savetnik indijske komisije za planiranje i otprilike u to vreme je počeo da piše članke kao novinar, kritikujući ekonomsku politiku.

## Knjige
Autor
- Symptoms of fascism, New Delhi : Vikas, 1978, 322 p.
- Hinduism : essence and consequence : a study of the Upanishads, the Gita and the Brahma-Sutras, Sahibabad : Vikas House, 1979, 414 p.
- Institutions in the Janata phase, Bombay : Popular Prakashan, 1980, 300 p.
- Mrs Gandhi's second reign, New Delhi : Vikas ; New York : Distributed by Advent Books, 1983, 532 p.
- The Assassination & after, New Delhi : Roli Books Internat., 1985, 160 p.
- On the current situation : new opportunities, new challenges, Pune : New Quest, 1985, 57 p.
- Religion in Politics, New Delhi : Roli Books, 1987, 334 p.
- Individuals, institutions, processes : how one may strengthen the other in India today, New Delhi, India ; New York, N.Y., U.S.A. : Viking, 1990, 239 p.
- The State as charade: V.P. Singh, Chandra Shekhar & the rest, New Delhi : Roli Books, 1991, 425 p.
- "The Only fatherland" : communists, "Quit India", and the Soviet Union, New Delhi : ASA Publications, 1991, 204 p.
- These lethal, inexorable laws: Rajiv, his men, and his regime, New Delhi : Roli Books, 1991, 433 p.
- A Secular Agenda: For Saving Our Country, for Welding It, New Delhi : ASA Publications, 1993, 376 p.
- Indian Controversies: Essays on Religion in Politics, New Delhi : Rupa & Co., 1993, 522 p.
- Missionaries in India : continuities, changes, dilemmas, New Delhi : ASA Publications, 1994, 305 p.
- World of Fatwas: Shariah in Action, New Delhi : ASA Publications, 1995, 685 p.
- Worshipping False Gods: Ambedkar, and the facts which have been erased, New Delhi : ASA Publ., 1997, 663 p.
- Eminent Historians: Their Technology, Their Life, Their Fraud, New Delhi : ASA Publ., 1998, 271 p.
- Harvesting Our Souls: Missionaries, Their Design, Their Claims, New Delhi : ASA Publ., 2000, 432 p.
- Courts and Their Judgments: Premises, Prerequisites, Consequences, New Delhi : Rupa & Co., 2001, 454 p.
- Governance And The Sclerosis That Has Set In, New Delhi : ASA Publ., 2005, 262 p.
- Will the Iron Fence Save a Tree Hollowed by Termites?: Defence Imperatives Beyond the Military, New Delhi : ASA Publications, 2005, 485 p.
- Falling Over Backwards: An Essay on Reservations, and on Judicial Populism, New Delhi : ASA : Rupa & Co., 2006, 378 p.
- The Parliamentary System: What We Have Made Of It, What We Can Make Of It, New Delhi : Rupa & Co., 2006, 264 p.
- Where Will All this Take Us?: Denial, Disunity, Disarray, New Delhi : Rupa & Co., 2006, 604 p.
- Are We Deceiving Ourselves Again?: Lessons the Chinese Taught Pandit Nehru But which We Still Refuse to Learn, New Delhi : ASA Publ., 2008, 204 p.
- We Must Have No Price: National Security, Reforms, Political Reconstruction, New Delhi : Express Group : Rupa & Co., 2010, 343 p.
- Does He Know A Mothers Heart : How Suffering Refutes Religion, Noida : HarperCollins, 2011, 444 p.
- Two Saints: Speculations Around and About Ramakrishna Paramahamsa and Ramana Maharishi, Noida : HarperCollins, 2017, 496 p.
- Anita Gets Bail: What Are Our Courts Doing? What Should We Do About Them?, Noida : HarperCollins, 2018, 288 p.

Koautor
- Amarjit Kaurn, Raghu Rai et al., The Punjab story, New Delhi : Roli books international, 1984, 199 p.
- Sita Ram Goel, Harsh Narain, Jay Dubashi and Ram Swarup, Hindu Temples - What Happened to Them Vol. I : A Preliminary Survey, New Delhi : Voice of India, 1990, 191 p.
- Sita Ram Goel, Koenraad Elst, Ram Swarup, Freedom of expression — Secular Theocracy Versus Liberal Democracy, Voice of India (1998).
- Arun Jaitley, Swapan Dasgupta, Rama J Jois, Harsh Narain-The Ayodhya Reference:Suprema Court judgment and commentaries, Voice of India(1994)

## Literatura
- Embree, Ainslie Thomas (1990), Utopias in Conflict: Religion and Nationalism in Modern India, University of California Press, ISBN 9780520068667
- Indian Express (24. 8. 2009), „Arun Shourie hits out at BJP top leadership”, Indian Express, Приступљено 2. 5. 2014
- International Press Institute, Arun Shourie, India: World Press Freedom Hero, International Press Institute, Архивирано из оригинала 2. 5. 2014. г., Приступљено 1. 5. 2014
- Jaffrelot, Christophe (1996), The Hindu Nationalist Movement and Indian Politics: 1925 to the 1990s : Strategies of Identity-building, Implantation and Mobilisation, C. Hurst & Co., ISBN 9781850651703
- Magsaysay Foundation (2012), Shourie, Arun: Citation, Ramon Magsaysay Award Foundation, Архивирано из оригинала 2. 5. 2014. г., Приступљено 1. 5. 2012
- Nussbaum, Martha (2009), The Clash Within: Democracy, Religious Violence, and India's Future, Harvard University Press, ISBN 9780674041561
- Arun Maira. Remaking India: One Country, One Destiny. SAGE Publications.
- Jaffrelot, Christophe, ур. (2009). Hindu Nationalism: A Reader. Princeton University Press. стр. 344. ISBN 978-1-40082-803-6.
- Johri, Meera (2010). Greatness of Spirit: Profiles of Indian Magsaysay Award Winners (на језику: енглески). Rajpal & Sons. ISBN 9788170288589.